# 瑪莎·帕克·卡斯蒂斯
瑪莎·「帕齊」·帕克·卡斯蒂斯（英語：Martha "Patsy" Parke Custis，1756年4月12日—1773年6月19日）是喬治·華盛頓的繼女，17歲時她因癲癇發作去世，距離喬治·華盛頓於1788年當選第一任美國總統還有15年。
她是馬莎·華盛頓和丹尼爾·帕克·卡斯蒂斯最小的孩子，丹尼爾在她出生一年後就去世了。根據對喬治·華盛頓描述卡斯蒂斯癲癇發作的日記進行分析後，現代醫學史學家得出結論，其死因是癲癇患者非預期性猝死（SUDEP）。她的死亡被認為是SUDEP歷史上最早被詳細記錄的描述之一，目擊者是喬治·華盛頓。

## 早年生涯
帕齊·卡斯蒂斯（Patsy Custis）於1756年出生於維吉尼亞州的白宮種植園。她是馬莎·華盛頓和丹尼爾·帕克·卡斯蒂斯的第四個孩子。她的大哥丹尼爾·帕克·卡斯蒂斯（Daniel Parke Custis）在她出生前三年就去世了，而她的妹妹弗朗西斯·帕克·卡斯蒂斯（Frances Parke Custis）則於1757年四歲時去世，兩人均死於不明原因。她的父親於1757年7月8日去世，可能死於致命的咽喉感染（猩紅熱、鏈球菌感染、白喉或扁桃體炎）。
喬治·華盛頓於1758年開始追求瑪莎，瑪莎當時是維吉尼亞州最富有的女性之一。他們於1759年1月6日結婚，使得兩歲的帕齊和她的哥哥約翰·帕克·卡斯蒂斯，隨著華盛頓夫婦一起生活，瑪莎·華盛頓開始正式以她的名字為人所知，而她的女兒則被稱為「帕齊」。
帕齊是一位富有的女繼承人。她購買了許多東西，像是龜甲梳、金耳環、一件絲綢外套、高跟鞋、一隻寵物鸚鵡和一架豎琴，以及舞蹈課程。